# Mikkel Frandsen
Mikkel Frandsen (Ringkøbing-Skjern, 1892 – 1981) è stato un chimico e fisico statunitense di origine danese, noto per i suoi esperimenti di termodinamica chimica, riguardanti l'olio e l'acqua pesante, che presenta una struttura atomica diversa da quella dell'acqua.
L'acqua pesante, conosciuta anche come ossido di deuterio (in formula bruta D2O)  è utilizzata per produrre energia nucleare e trova impiego anche nella spettroscopia di risonanza magnetica nucleare.

## Gli anni giovanili
Frandsen nacque a Sønder Lem Sogn, presso Ringkøbing nel comune di Ringkøbing-Skjern, appartenente alla regione danese del Midtjylland. Nel 1921 emigrò dalla Danimarca verso gli Stati Uniti. Nel 1926 ottenne la sua laurea in chimica fisica all'Università della California.
Nel 1928, Frandsen inventò il processo di Cracking della fase liquida, scoprendo che, quando un olio viene riscaldato fino al punto di Cracking, il calore consumato a causa di questo fenomeno fa calare la temperatura dell'olio. Ciò si traduce in una resa maggiore della benzina e in un ridotto potere antidetonante.

## Gli esperimenti sull'acqua pesante
Nel 1931, al National Bureau of Standards, Frandsen intraprese degli studi insieme a Edward W. Washburn e Edgar R. Smith sul frazionamento isotopico dell'acqua, i cui risultati furono pubblicati nel 1933 sotto il nome di The Isotopic Fractionation of Water. 
In tale esperimento, l'acqua venne sottoposta all'elettrolisi, e al frazionamento isotopo, in modo da ottenere acqua pesante. Gli scienziati rilevarono una densità maggiore e punti di ebollizione e congelamento più elevati rispetto all'acqua 'normale', oltre a un minore indice di rifrazione.
Nell'acqua pesante i due atomi di idrogeno, presenti nell'acqua 'normale', sono sostituiti da due di deuterio, un isotopo dell'idrogeno contenente un neutrone in più: la massa complessiva è quindi maggiore del 10%. La scoperta dell'acqua pesante, avvenuta nel 1933, è dovuta a Gilbert N. Lewis.
Nel 1934, Frandsen, insieme a Washburn e Smith, pubblicarono anche il testo On Change in Density, Index of Refraction, Boiling Point, and Freezing Point of Water after Electrolysis (Sui Cambiamenti di Densità, Indice di Rifrazione, Punto di Ebollizione e Punto di Congelamento dell'Acqua in seguito all'Elettrolisi).

## Altri esperimenti al National Bureau of Standards
Tra il 1931 e il 1934, Frandsen condusse, talvolta avvalendosi della collaborazione di altri chimici, una serie di esperimenti al National Bureau of Standards, il primo dei quali si intitolava Cryoscopic Constant Heat of Fusion, and Heat Capacity of Camphor (letteralmente Calore Latente di Fusione e Calore Specifico della Canfora) (1931).  Nel 1932, Frederick Rossini, Edward W. Washburn e Frandsen scrissero The Calorimetric Determination of the Intrinsic Energy of Gases as a Function of the Pressure (ovvero La Determinazione Calorimetrica dell'Energia Interna dei Gas come una Funzione della Pressione): tale esperimento portò alla formulazione della Correzione di Washburn per la bomba calorimetrica, una correzione al ribasso dei risultati della procedura calorimetrica a stati normali.
Inoltre, nel 1932, Frandsen collaborò alla stesura di due articles con Merle Randall, intitolati The Standard Electrode Potential of Iron and the Activity Coefficient of Ferrous Chloride (ovvero Il Potenziale standard di riduzione del Ferro e il Coefficiente di Attività del Cloruro ferroso) e Determination of the Free Energy of Ferrous Hydroxide from Measurements of Electromotive Force (letteralmente Determinazione dell'energia libera dell'idrossido ferroso a partire dalle Misure della Forza elettromotrice).
Merle Randall, insieme a Gilbert Lewis, scrissero uno dei testi più influenti di termodinamica chimica, Thermodynamics and the Free Energy of Chemical Substances (1923).

Nel 1933, Frandsen condusse delle ricerche sul calore specifico del pentossido di difosforo (in formula bruta P2O5), pubblicate sotto il titolo di Heat Capacity of Phosphorus Pentoxide.  Un altro esperimento realizzato nel 1933 fu intitolato A Method of Determining Solvent Properties of Volatile Thinners in Varnishes (ovvero Un Metodo per Determinare le Proprietà dei Solventi Diluenti nelle Vernici).

## Ultimi anni
Nel 1952, mentre lavorava alla U.S. Naval Gun Factory, Frandsen effettuò analisi chimiche e spettrografiche sulle leghe del ferro e del rame, che portò ad una più efficiente procedura di test per i materiali metallici, il Metodo Quantometrico. La sua ricerca procedette con la pubblicazione degli articoli Preparation of Vanadium Monoxide (ovvero Preparazione del monossido di Vanadio), nel 1952, e Titration Characteristics of Hexahydro-1,3,5-Trinitro-s-Triazine and Octahydro-1,3,5,7-Tetranitro-s-Tetrazine in Nonaqueous Solvents (ossia Caratteristiche della titolazione dell'esaidro-1,3,5-trinitro-s-triazina e dell'ottaidro-1,3,5,7-tetranitro-s-tetrazina in solventi non acquosi), nel 1964.